# Konstantin Wassiljewitsch Isenberg

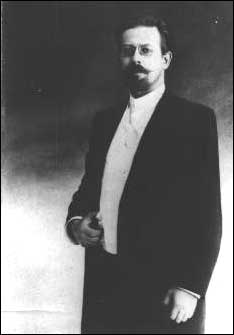
Konstantin Isenberg

Konstantin Wassiljewitsch Isenberg (russisch Константин Васильевич Изенберг; * 17. Novemberjul. / 29. November 1859greg.; † 19. Julijul. / 1. August 1911greg.) war ein russischer Bildhauer.
Isenbergs bekanntestes Werk ist das Denkmal im Ostteil des St. Petersburger Alexander-Parks am Kamennoostrowski Prospekt für die Matrosen des Torpedoboots Stereguschtschi (Bewacher), das im Russisch-Japanischen Krieg am 26. Februarjul. / 10. März 1904greg. untergegangen war. Die Stereguschtschi war nach dem Stapellauf 1900 in St. Petersburg 1902 in Teilen mit der Eisenbahn nach Port Arthur gebracht und dort 1903 in Dienst gestellt worden. Nach der Rückkehr von einer nächtlichen Erkundungsfahrt nach Port Arthur wurden die Torpedoboote Stereguschtschi und Reschitelny (Entschlossener) von vier japanischen Torpedobooten gestellt,  zu denen dann noch zwei Kreuzer kamen. Während die Reschitelny nach Port Arthur durchbrechen konnte, wurde die Stereguschtschi umzingelt, worauf sie den Kampf aufnahm. Durch den Beschuss fielen zunächst die Dampfkesselanlage und dann die Geschütze aus, worauf die japanischen Schiffe das Feuer einstellten und sich entfernten, während russische Verstärkung unter Vizeadmiral Stepan Makarow kam und vier Überlebende von dem Wrack übernahm.
Das Denkmal projektierte Isenberg zusammen mit dem Architekten Alexander von Hohen. Den Guss der 5-m-Bronze-Skulptur führte W. S. Gawrilow durch. Die Skulptur stellt zwei Matrosen dar, die zur Flutung des Schiffs die Kingston-Ventile öffnen, damit das Schiff nicht den Feinden in die Hände fällt. Das Denkmal wurde am 10. Maijul. / 23. Mai 1911greg. in Gegenwart Nikolaus II. eingeweiht. Für dieses Werk erhielt Isenberg den Orden des Heiligen Wladimir IV. Klasse.
Isenbergs Grab auf dem lutherischen Teil des Wolkowo-Friedhofs ist nicht erhalten.
Isenbergs Sohn Wladimir Konstantinowitsch Isenberg (1895–1969) war Bildhauer und leitete 1954 die Arbeiten zur Restaurierung des Stereguschtschi-Denkmals.

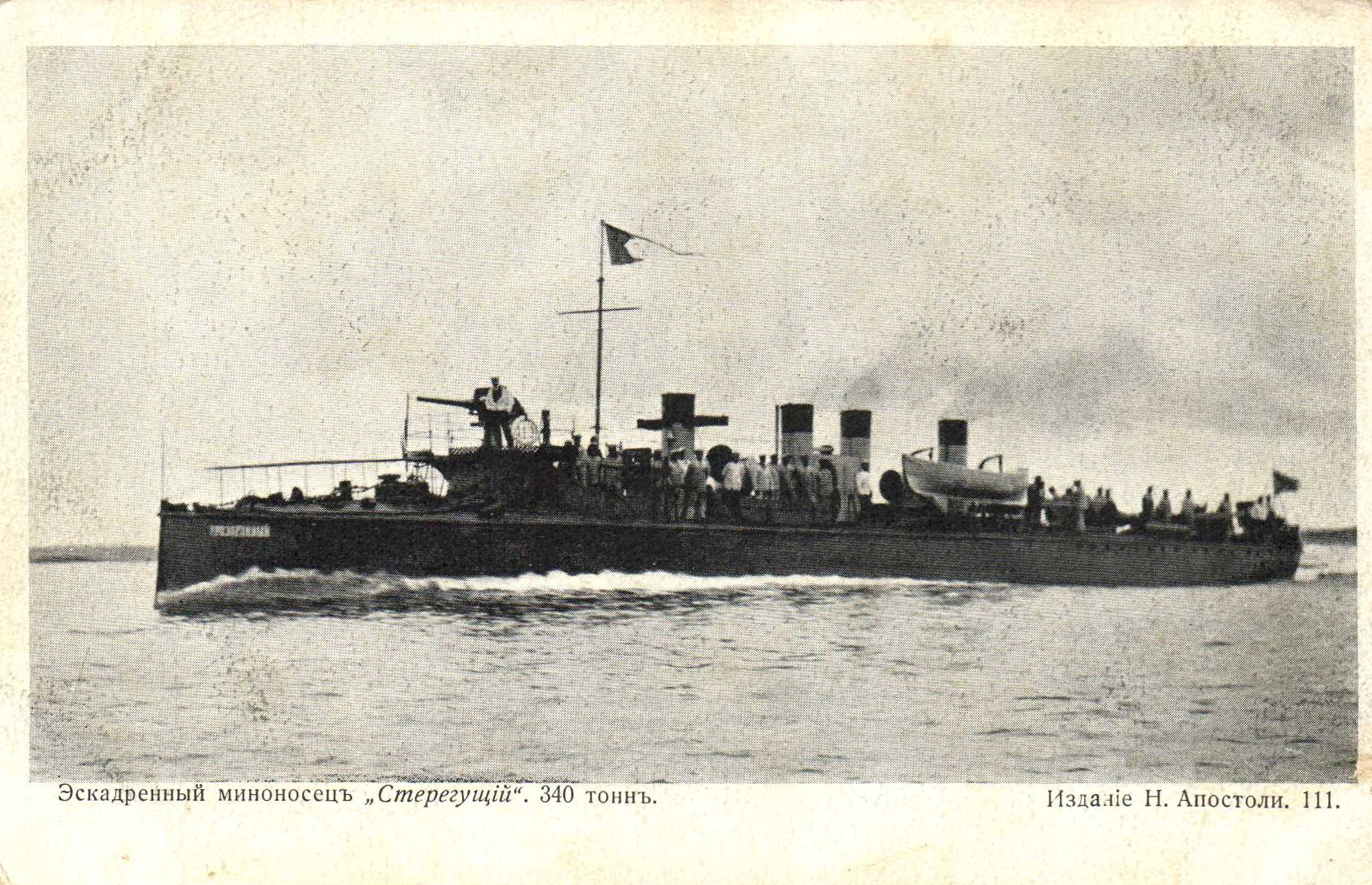
Stereguschtschi
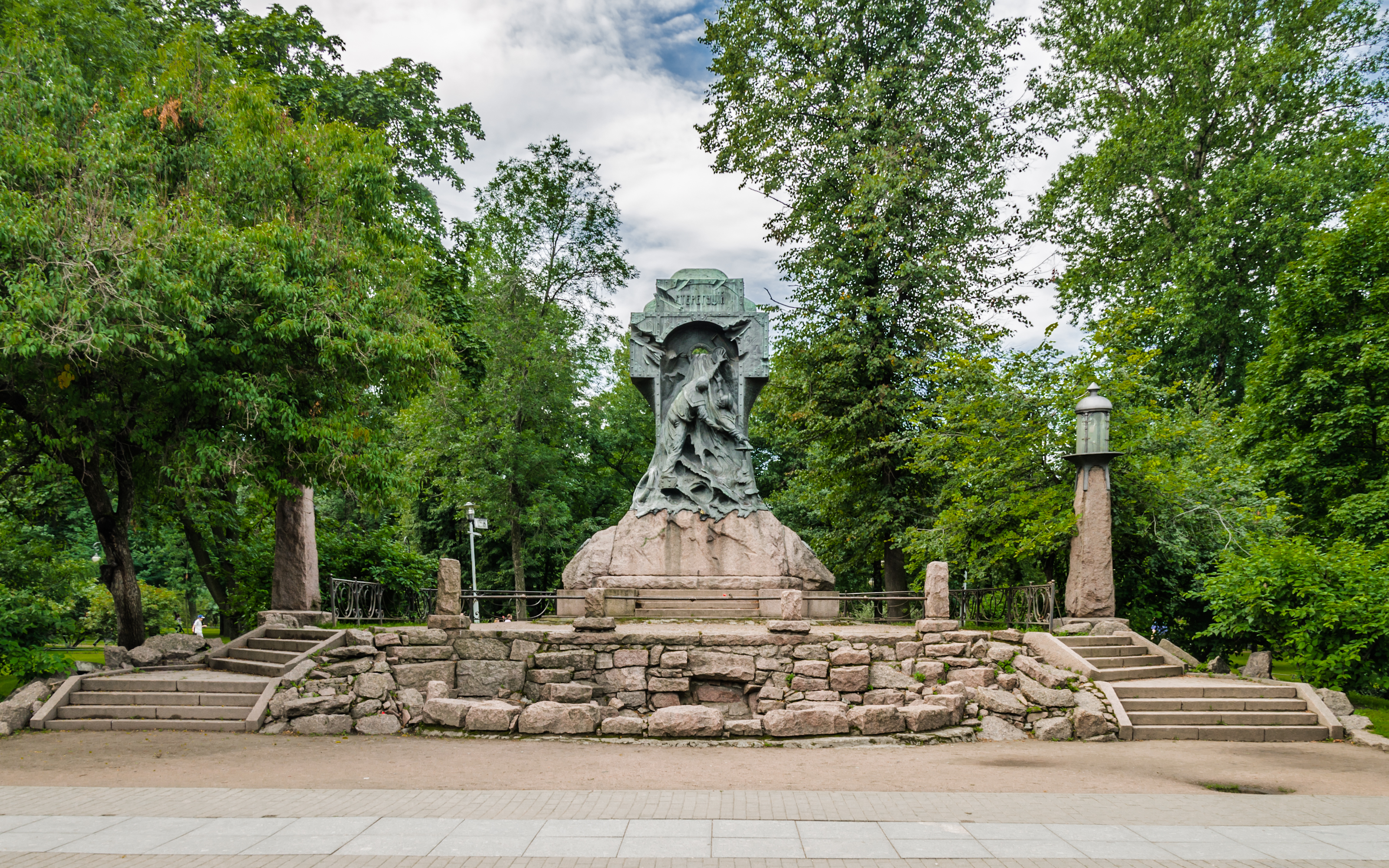
Stereguschtschi-Denkmal
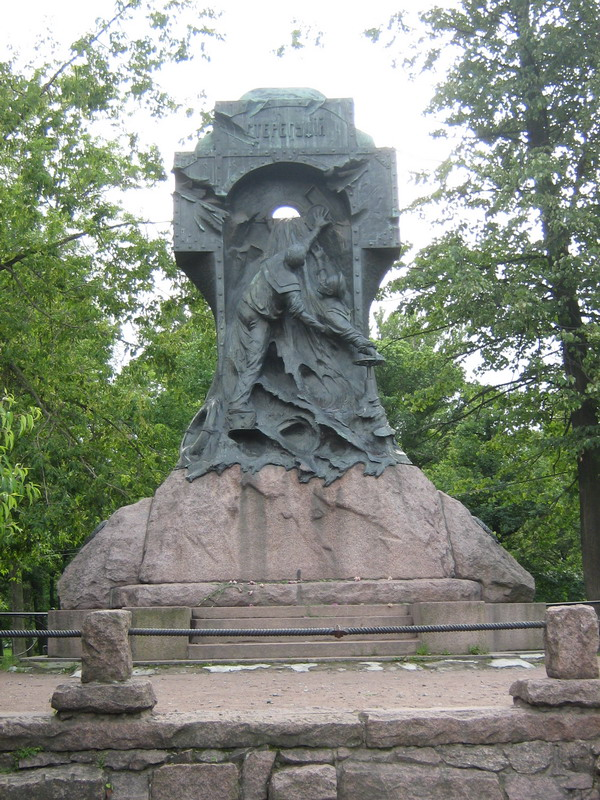
Stereguschtschi-Denkmal